# نهائي كأس الكؤوس الأوروبية 1967
نهائي كأس الكؤوس الأوروبية 1967 هي المباراة النهائية من منافسة كأس الكؤوس الأوروبية 1966–67، أقيمت المباراة في 31 مايو 1967، في ملعب ماكس مورلوك، بين فريقي بايرن ميونخ، ونادي رينجرز، وفاز فيها بايرن ميونخ، بعد أن هزم نادي رينجرز، بنتيجة 1 - 0، وكان حكم المباراة كونسيتو لو بيلو، وحضر المباراة 67480 شخصاً، ووحضر المباراة 69480 شخصاً.

## تفاصيل المباراة
لعبت المباراة النهائية في 31 مايو 1967.
| بايرن ميونخ | 1 -0 | نادي رينجرز |
| ----------- | ---- | ----------- |
|             |      |             |